# STS-44
STS-44 — космический полёт MTKK «Атлантис» по программе «Спейс Шаттл» (44-й полёт программы и 10-й полёт Атлантиса). Полёт по программе Министерства обороны США.

## Экипаж
- (НАСА): Фредерик Грегори (3)[3] — командир;
- (НАСА): Теренс Хенрикс (1) — пилот;
- (НАСА): Стори Масгрейв (4) — специалист полёта-1;
- (НАСА): Марио Ранко (1) — специалист полёта-2;
- (НАСА): Джеймс Восс (1) — специалист полёта-3;
- (НАСА): Томас Хеннен (единственный) — специалист по полезной нагрузке.

## Параметры полёта
- Масса аппарата при старте — 87 919 кг;
- Грузоподъёмность — 20 240 кг;
- Наклонение орбиты — 28,5°;
- Период обращения — 91,9 мин;
- Перигей — 363 км;
- Апогей — 371 км.

## Миссия
Запуск челнока состоялся 24 ноября 1991 года в 23:44:00 UTC. Первоначально дата запуска была установлена на 19 ноября, но затем была перенесена в связи с заменой и тестированием неисправным избыточным инерционным измерительным устройством на инерциальной Верхней разгонной ступени. Запуск был осуществлён 24 ноября и был задержан на 13 минут. Миссия была совершена в интересах Министерства обороны США.
Приземление состоялась 1 декабря 1991 года в 22:34:42 UTC, на взлётно-посадочную полосу 5 на авиабазе Эдвардс, Калифорния. Приземление было первоначально запланировано на Космическом центре имени Кеннеди на 4 декабря, но миссия была сокращена и посадку перенесли после 30 ноября, так как на орбите вышел из строя один из трёх орбитальных блоков инерциальных датчиков. Длительное развертывание было обусловлено минимальными тестом торможения.

## Эмблема
Разработанная членами экипажа, эмблема показывает шаттл «Атлантис», поднимающийся на орбиту Земли в целях продвижения познания человечества. Цвета американского флага — красный, белый и голубой — подчеркивают вклад США в освоение космоса. На тёмном фоне Космического пространства, воплощающем таинственность Вселенной, сияют шесть звёзд, обозначающих членов экипажа и их надежды. Маленькие по размеру звёзды символизируют множество американских людей, работающих над миссией «Спейс Шаттла». Звёзды на флаге символизируют лидерство США в покорении космоса и безграничные мечты о будущем человечества».

## Галерея

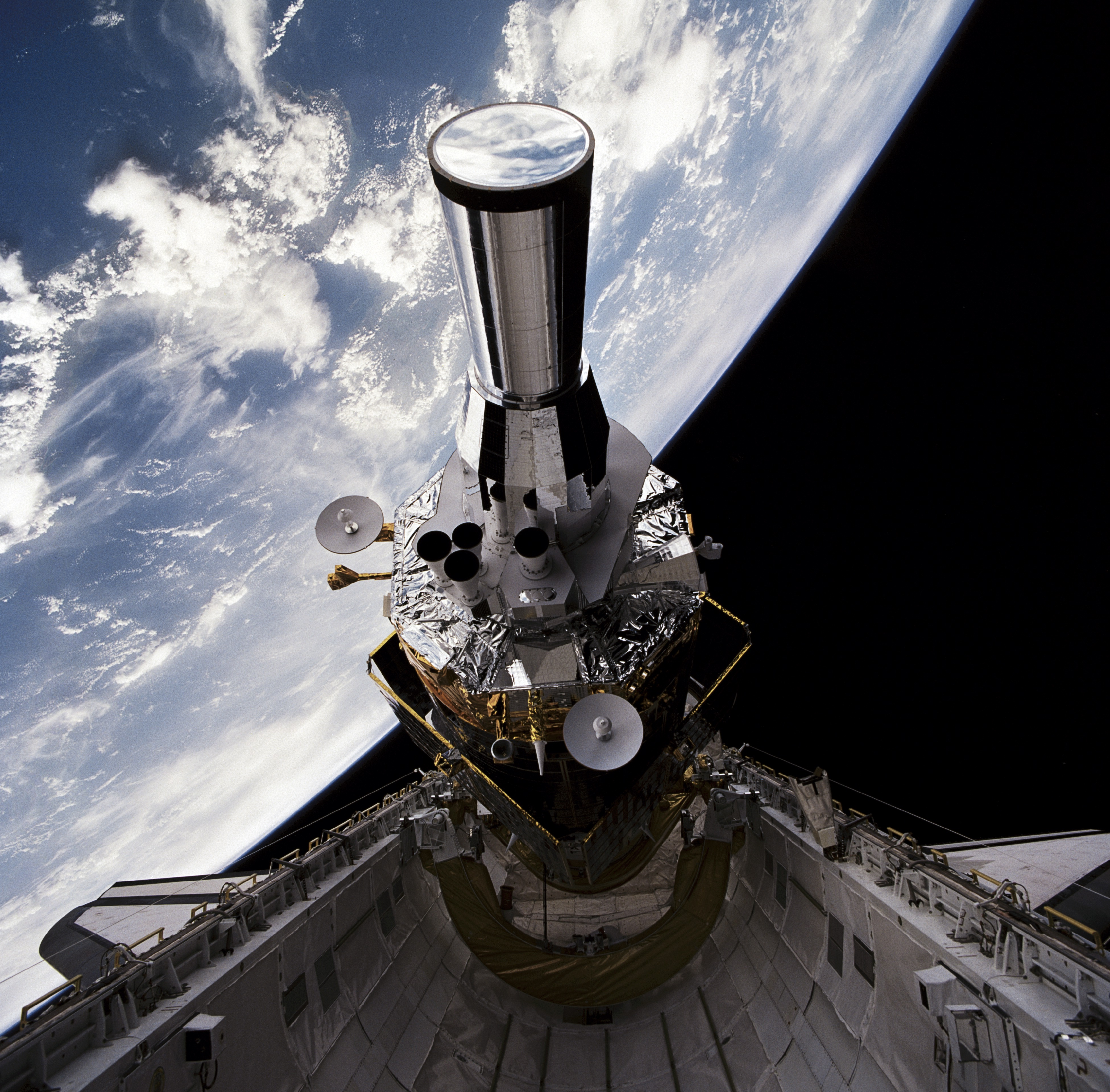
DSP в грузовом отсеке шаттла Атлантис.
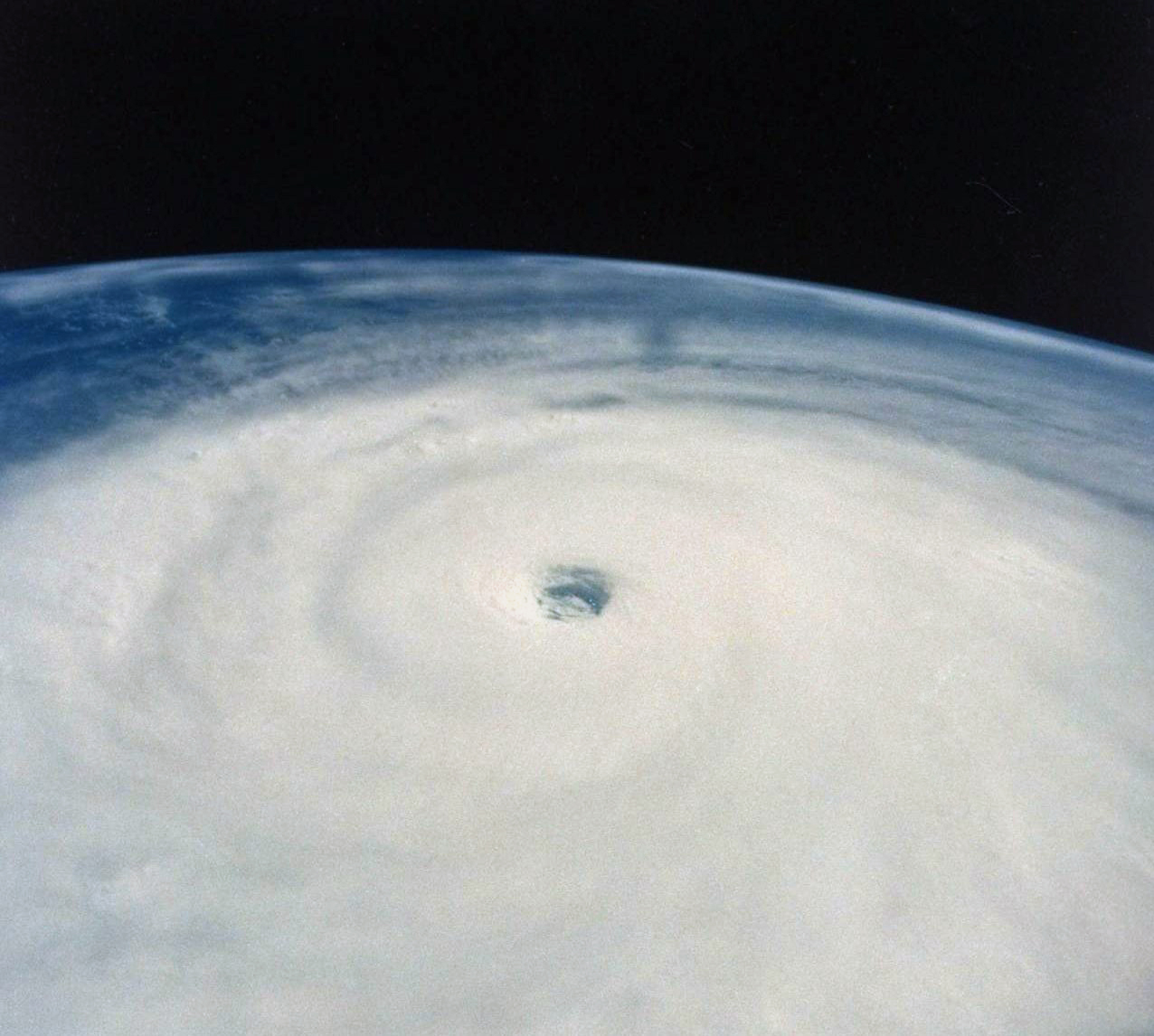
Снимок мощного тайфуна Юрий проходящего над Тихим океаном.